# Сергеј Урусевски
Сергеј Павлович Урусевски (рус. Сергей Павлович Урусе́вский; Санкт Петербург, 23. децембар 1908 — Москва, 12. новембар 1974) био је руски и совјетски филмски сниматељ, директор фотографије и филмски редитељ.
Као сниматељ и директор фотографије најпознатији је по сарадњи са редитељима Григоријем Чухрајом, Михаилом Калатозовим, Јулијем Рајзманом, Марком Донскојем и Всеволодом Пудовкином.
Дипломирао је фотографију на Институту ликовне уметности. Од 1935. је асистент сниматеља, а самостални сниматељ постао је за време Другог светског рата (нпр. документарни филм из 1943. Битка за нашу совјетску Украјину Александра Довженка и Јулије Солнцеве).
Први успех након рата био му је сниматељски рад на филму Сеоска учитељица Марка Донскоја 1946.
Углед у иностранству стекао је 1956. филмом Четрдесетпрва Григорија Чухраја - "... подједнако пригушеним колором и функционалном употребом засићених боја, којима сугерише сву стравичност рата".
Највећи сниматељски успех му је филм Ждралови лете Михаила Калатозова из 1957; у њему Урусевски бројним, врло експресивним покретима камере (вожњама) настоји да гледаоце наглашено упозори на емоционална стања главног јунака и драматичност ситуација у којима се налази.
Експресивност таквог поступка најуочљивија је у сцени растанка на железничкој станици, када, у једном дугом, континуираном кадру, камера следи девојку у аутобус, у којем приказује неколико њених крупних планова, а при изласку девојке из аутобуса на месту окупљања војника, удаљује се од ње снимком са крана високог 15 метара.
Био је познат по великој тачности и прецизности (знао је сатима чекати повољне услове за снимање), а у сниматељском раду знао је користити велике светлосне контрасте у слици, што је у оно доба било готово незамисливо.
Био је и иноватор - за филм Ждралови лете измислио је и први пут употребио постоље за кружну вожњу камером.
Године 1971. снимио је и режирао филм Певај песму, песниче по мотивима живота руског песника Сергеја Јесењина.